# Bashasa
Bashasa è un centro abitato del Nepal situato nella municipalità di Chaudandigadhi che fa parte del distretto di Udayapur (Provincia di Koshi).
Fino alla riforma amministrativa del 2015 (attuata nel 2017) era un comitato per lo sviluppo dei villaggi (VDC).
Al censimento del 1991, aveva 7 887 abitanti distribuiti in 1464 caseggiati distinti.
Nel maggio del 2014 il VDC venne unito a quello di Beltar per costituire la municipalità di Beltar Bashasa, nel marzo del 2017 vennero uniti i VDC di Chaudandi, Siddhipur, Hadiya e Sundarpur e la municipalità venne rinominata Chaudandigadhi.